# Legare-Stadion
Das Legare-Stadion (englisch Legare Stadium) ist ein Fußballstadion in der Kleinstadt Gobabis im Osten Namibias. Es ist die Spielstätte unter anderem des Fußballclubs Young African. Die Anlage im Osten der Stadt fasst rund 5000 Zuschauer.
Mit Stand Oktober 2020 soll das Stadion nicht mehr nutzbar sein.